# 창고업
창고업(倉庫業)이란 타인을 위하여 창고에 물건을 보관함을 영업으로 하는 자를 말한다. 창고업에서의 임치물인 물건은 동산에 한정한다. 이것은 임치의 인수를 목적으로 하는 행위로서 기본적 상행위에 속한다.

## 창고임치계약
창고임치계약은 물건을 보관하는 계약이며, 보관이라 함은 임치한 목적물을 점유하여 그의 원상을 유지함을 말한다. 그러므로 수치인(受置人)이 임치물의 소유권을 취득하여 후일에 이것과 동종(同種)·동질(同質)·동량(同量)의 물건을 반환할 수 있는 소비임치(민 702조)의 인수를 영업으로 하는 때는 여기서 말하는 창고업이 아니다. 그러나 곡물(穀物)이나 유류(油類)와 같은 물건의 보관방법으로 임치물을 혼합하여 보관하는 혼합(混合：混藏) 임치는 수치인이 그 소유권을 취득하는 것이 아니고 이것을 처분할 수도 없는 것이므로 창고업에 포함된다. 창고임치계약은 동산에 한하여 인정된다. 상법은 창고업자의 의무로서 수치물보관 의무, 수치물의 검사·견품적취(見品摘取)와 보존행위에 순응할 의무, 창고증권 교부의무, 수치물의 하자통지의무, 수치물반환의무와 손해배상책임에 관하여 규정하고 있다. 또 창고업자의 권리로서 보관료청구권이 있는 것은 당연하고(162조) 이 권리는 유치권(58조)으로 담보된다. 또 창고업자는 임치인이 임치물의 수령(受領)을 거절하는 때에는 공탁권(供託權)과 경매권(競賣權)을 행사할 수 있다(67조 1항·2항, 165조).

### 창고업자의 보관 및 반환의무
창고업자는 선량한 관리자의 주의로써 임치물을 보관하고 보관기간 경과 후에 반환할 의무를 부담한다. 임치기간의 특약이 없는 때에는 부득이한 사유가 있는 때나, 임치일로부터 6개월이 경과한 후에는 언제든지 임치물을 반환할 수 있다. 이 경우에는 2주간 전에 미리 예고하여야 한다. 이것은 보관기간을 정하지 아니한 경우에는 임치물을 언제든지 반환할 수 있다는 민법 규정에 대한 예외규정으로 창고업의 경제적 기능을 해치지 아니하면서 창고증권 소지인의 이익을 도모한 것이다.

### 창고증권의 성질과 효력
임치인의 청구에 따라 창고업자가 증권을 작성·교부하고(156조 1항) 기재사항은 법정되어 있어(156조 2항) 요식증권이나 요식성은 엄격한 것이 아님은 화물상환증과 같다. 창고증권은 법률상 당연한 지시증권(指示證券)으로 기명식·무기명·선택무기명식으로 발행할 수 있고 기명식인 경우에도 배서(背書)로서 양도할 수 있으므로 배서를 금지하기 위하여서는 증권에 그 뜻을 기재하여야 한다(157조, 130조). 배서나 인도(引渡)의 효력은 모두 화물상환증과 같다. 또한 창고증권의 법적 성질은 요인증권(要因證券)·문언증권(文言證券)·상환증권(相換證券)·인도증권(引渡證券)·처분증권(處分證券)이므로(129조, 131조, 132조, 133조, 157조) 모두 화물상환증의 성질과 같다. 임치물을 입질(入質)하는 경우에는 창고증권 자체를 채권자에게 교부하므로 채권변제 전에는 임치물의 반환청구를 할 수 없을 것이나 질권자의 승낙이 있으면 변제 전이라도 임치물의 일부반환을 창고업자에게 청구할 수 있게 하여(159조) 임치인의 편의를 위한 특칙을 두고 있다. 이때에는 창고업자는 반환한 임치물의 종류·품질 및 수량을 창고증권에 기재하여야 한다(159조).

## 창고업자의 의무
1. 보관의무와 반환의무
2. 창고증권교부의무
3. 임치물 검사 등 허용의무
4. 통지의무(제168조, 제108조 1항, 2항)
5. 손해배상책임(제160조)

## 창고업자의 권리
1. 보관료 및 비용상환청구권
2. 유치권
3. 공탁, 경매권